# Fortuna Sittard
El Fortuna Sittard és un club de futbol neerlandès de la ciutat de Sittard. Jugava com a local a De Baandert fins al 1999, quan es va inaugurar la seva seu actual, el Fortuna Sittard Stadion.

## Història
El Fortuna es fundà després de la fusió del Fortuna 54 de la ciutat veïna de Geleen i el Sittardia, formant el Fortuna Sittard Combinatie l'1 de juliol de 1968.
El Fortuna 54 fou un club d'èxit campió dos cops de la copa neerlandesa i un cop subcampió la primera divisió, l'any 1956/57 darrere l'Ajax Amsterdam. El Sittardia es mantingué en un segon nivell campió diverses vegades de la segona divisió.

## Palmarès
- Copa KNVB:[2]
  - 1957, 1964 (com a Fortuna 54)
- Eerste Divisie:
  - 1958/59, 1963/64, 1965/66 (com a Sittardia), 1994/95 (com a Fortuna)

## Jugadors històrics destacats
- Henk Angenent
- Peter Benen
- Willy Boessen
- Mark van Bommel
- Wilfred Bouma
- Jo Bux
- Willy Dullens
- Henk Duut
- Harry Ehlen
- Mario Eleveld
- Hans Engbersen
- Heinz Fischer
- Cor van der Hart
- Ruud Hesp
- Kevin Hofland
- Nico Jalink
- Anton Janssen
- Ruud Kool
- Wim Koevermans
- Urvin Lee
- Sigi Lens
- René Maessen
- Erik Meijer
- Ronald Hamming
- Frans de Munck
- Jan Notermans
- Patrick Paauwe
- Huub Pfennings
- Fernando Ricksen
- Robert Roest
- Tiny Ruys
- Remco van der Schaaf
- Regillio Simons
- Huub Smeets
- Richard Sneekes
- Huub Stevens
- Wilbert Suvrijn
- Frans Thijssen
- Joop Titaley
- Fuat Usta
- Piet Vogels
- Robert van der Weert
- Faas Wilkes
- Arno van Zwam
- John Linford
- Mark Farrington
- Michael Jeffrey
- Matthew Amoah
- Colin Cramb

## Entrenadors destacats

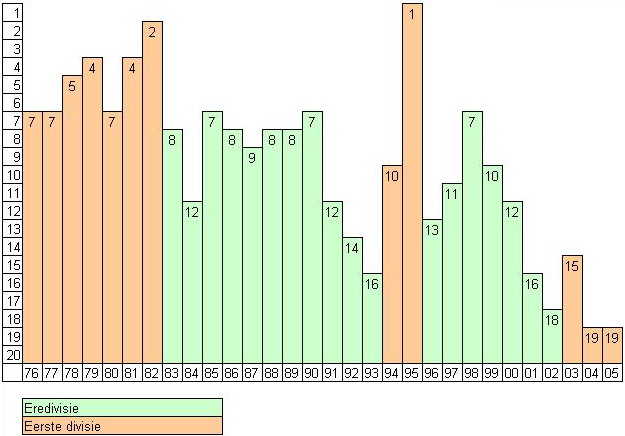
Gràfica Fortuna Sittard 1976-2005

- Chris Dekker (1992-1994)
- Pim Verbeek (1994-1997)
- Bert van Marwijk (1997-2000)
- Henk Duut (2000-2001)
- Frans Thijssen (2000-2001)
- Hans Verèl (2001)
- Hans de Koning (2001-2004)
- Chris Dekker (2004-2006)
- Frans Körver (2006-)